# Myrioblephara impleta
Myrioblephara impleta là một loài bướm đêm trong họ Geometridae.